# パティオス
パティオス（英称：Patios）は、千葉県千葉市美浜区打瀬の幕張ベイタウン内にある大規模マンション群。パティオスを冠する名称として1 - 22番街（中層街区）およびアバンセ・エリスト・グランエクシア・グランアクシブ（超高層街区）がある。BCS賞、グッドデザイン賞等を受賞し、日本建築家協会優秀建築選等にも選定されている。

パティオス18番街

## 概要

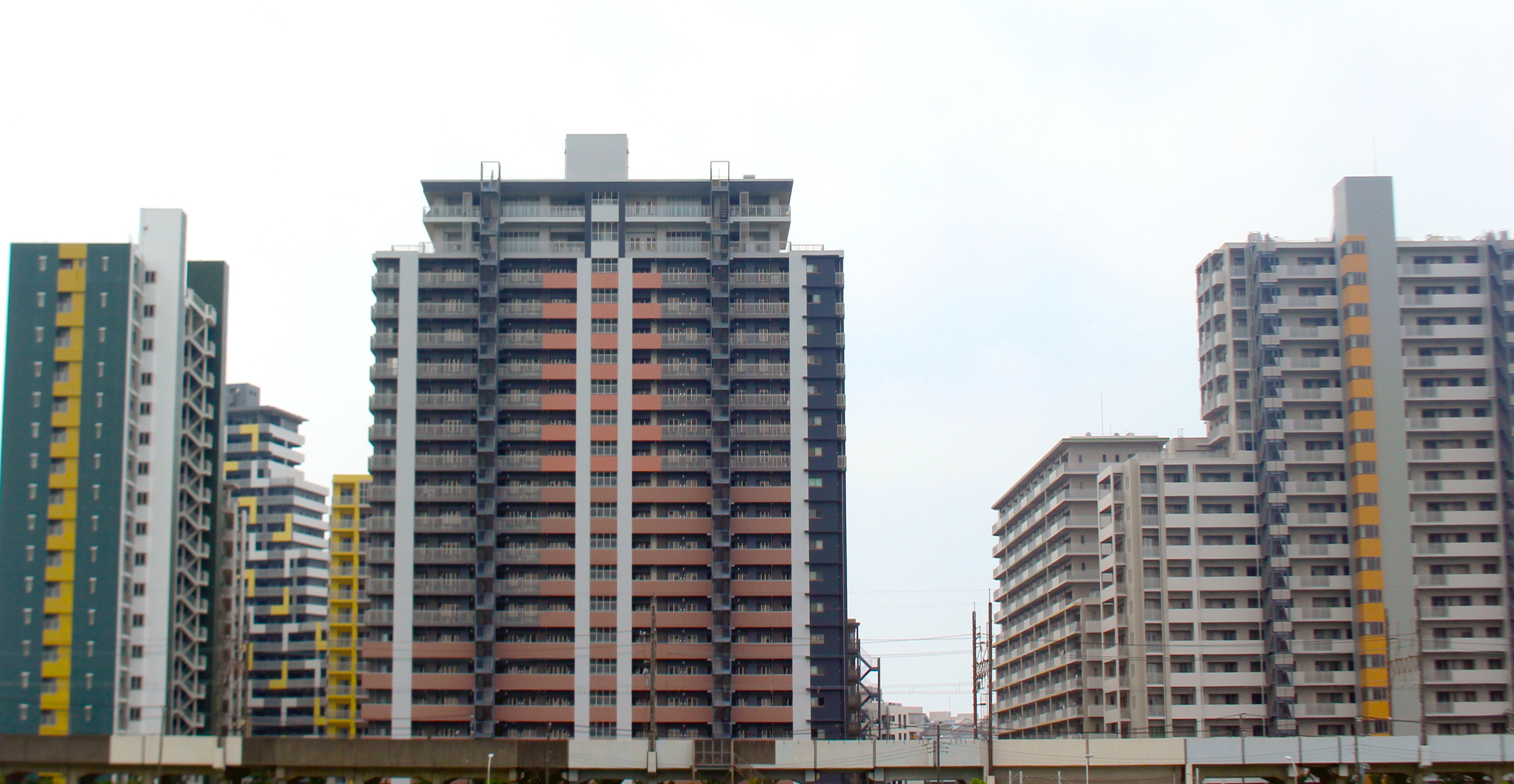
左端がパティオスグランアクシブ、中央がパティオスエリスト

幕張ベイタウン内（M1 - M9およびSH3事業地区）の主要な集合住宅群の一つであり、1995年（平成6年）より入居開始が行われ、幕張新都心の中心部（業務研究地区）から東側に位置する。JR海浜幕張駅南口から東へ進み幕張海浜公園を超えた先一帯に広がる。街の最小単位である街区ごとに1 - 22番の番号が付いており、1 - 22番街は幕張ベイタウンの内側に位置する。アバンセ・エリスト・グランエクシア・グランアクシブは幕張ベイタウン北東側の端に位置する1街区（一丁目7番地）に所在する。パティオスという名称はスペイン語で中庭を意味するパティオが由来となっている。
各パティオスはガイドラインに基づいて設計されており、街のアイデンティティとなる街並み、街全体の調和をとりつつそれぞれの街区に個性的で色鮮やかなデザインを採用し、超高層・高層においても階数ごとにデザインの調整を行い、中央に憩いのスペースとなるパティオ（中庭）を設けたヨーロッパスタイルの集合住宅となっている。ヨーロッパ風のデザインに統一され、電柱のない街並み（電線類地中化）や幕張クリーンセンターによる廃棄物空気輸送システムを採用している。超高層・高層においても、階数ごとにデザインの調整を行っている。
「住宅で都市をつくる」というコンセプトから、賑わいのあるヒューマンスケールをもつ街並景観を創出するために住棟を街路沿いに配列した沿道型建築とし、建物の低層部に商業・業務系施設を配置している。

## 歴史
- 1994年（平成6年） - パティオス1 - 6番街一期分譲が開始。幕張方式といわれる土地転賃借権付分譲住宅方式が注目を集め最高402倍の応募倍率となる[9]。
- 1995年（平成7年）
  - 3月 - パティオス1 - ６番街入居開始。入居者704戸、1800人。
  - 12月 - パティオス7、9番街入居開始。
- 1996年（平成8年）3月 - パティオス8、10 - 12番街入居開始。
- 1997年（平成9年）3月 - パティオス16 - 18番街入居開始。
- 1998年（平成10年）3月 - パティオス13番街入居開始。
- 1999年（平成11年）7月 - パティオス15番街入居開始。
- 2001年（平成13年）
  - 6月 – パティオスアバンセ着工。
  - 12月 - パティオス21番街入居開始。
- 2002年（平成14年）3月 - パティオス20番街入居開始。
- 2003年（平成15年）7月 – パティオスエリスト着工。
- 2004年（平成16年）
  - グランエクシア竣工。
  - 8月 - パティオスアバンセ竣工。
- 2006年（平成18年）
  - グランアクシブ竣工。
  - 3月 – パティオスエリスト竣工。
- 2010年（平成22年）パティオス19番街竣工。

## 構成

### パティオス1 - 22番街

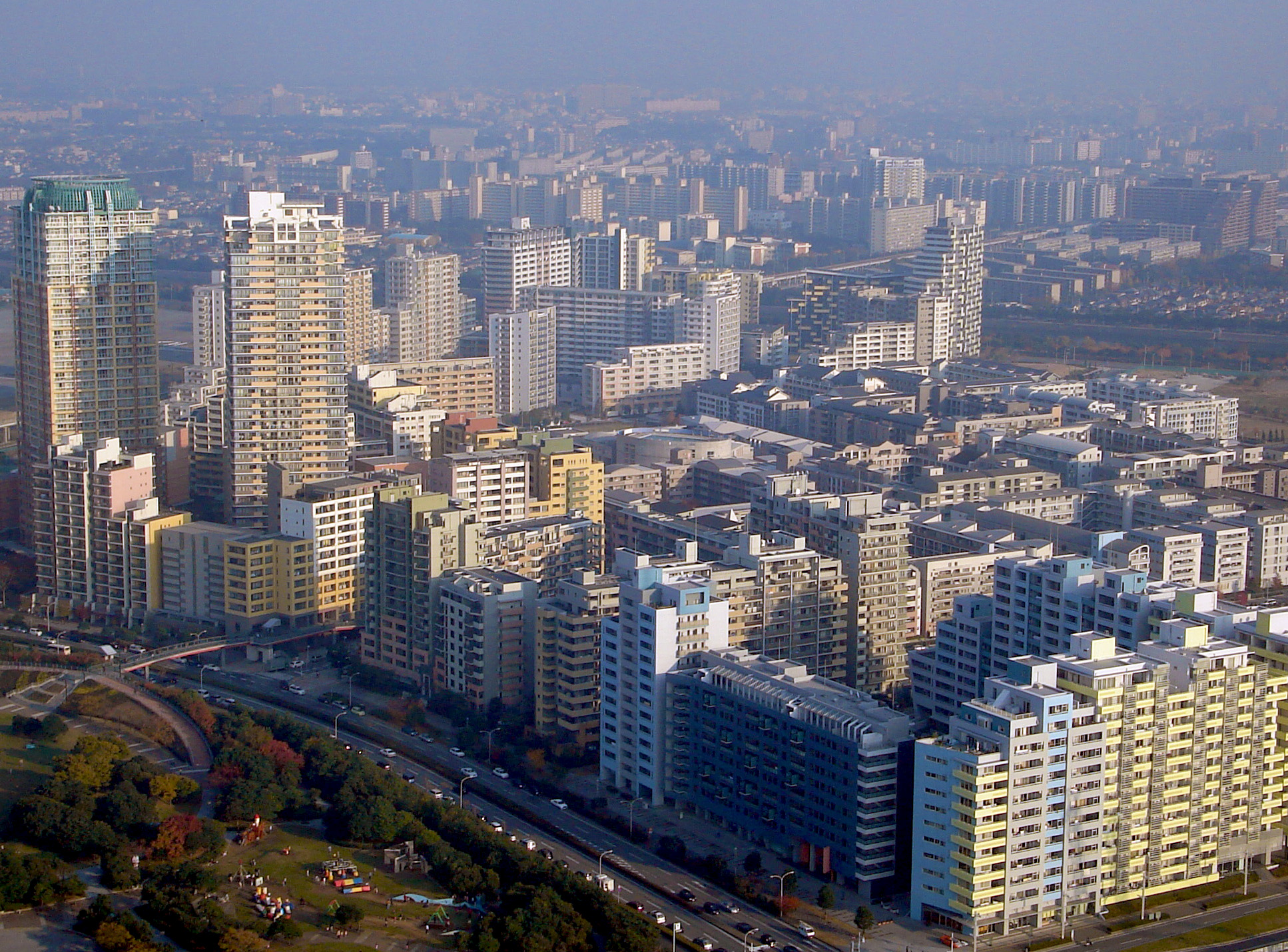
幕張ベイタウン空撮、奥の中層棟群がパティオス1 - 22番街

パティオス（英称：Patios）は、千葉市美浜区打瀬一丁目から打瀬三丁目（M1 - M9街区）に所在する沿道型建築（集合住宅）。中央に憩いのスペースとなるパティオ（中庭）を設けたヨーロッパスタイルが特徴で、1 - 22番の番号が付いており、22棟のパティオスそれぞれに1 - 22番街の名称が付けられている。
主な事業者としては都市基盤整備公団（現在の都市再生機構）主体（パティオス7番街、15番街など）、幕張シティ株式会社主体（パティオス2番街、17番街など）となっている。そのほか、不動産会社（住友不動産、東急不動産、三井不動産、日鉄興和不動産、松下興産、野村不動産、東方興業）、デベロッパー（三菱地所、東京建物、JFE都市開発、MID都市開発、亀田開発、日本新都市開発）、ゼネコン（鹿島建設、清水建設、大成建設）、総合商社（丸紅、三井物産、住友商事）、鉄鋼メーカー（新日本製鐵、川崎製鉄）、大和ハウス工業、第一ホテルエンタープライズ、第一生命保険など多くの企業が事業者として携わっている。
主なデザイナー（設計者）としてはスティーヴン・ホール、神田駿、小沢明、中村勉、曽根幸一、秋元和雄、山下昌彦、池村圭造、大行征ほか、組織設計事務所（日建設計、日建ハウジングシステム）、設計事務所（アプル総合計画事務所、RTKLインターナショナルリミテッド、山設計工房、環総合設計、LIV建築計画研究所、建築アーバンデザイン事務所、都市環境設計研究所、現代計画研究所）、ゼネコン（フジタ、鹿島建設、清水建設）、デベロッパー（都市基盤整備公団、三菱地所）などが携わっている。
主な施工としては共同企業体（JV）による運用が多く、施工者は竹中工務店、大林組、京成建設、新日本建設、奥村組、戸田建設、前田建設工業、大木建設、三井住友建設、清水建設、鹿島建設、大成建設、フジタ、日新建設、森建設、旭建設、フドウ建設、アイサワ工業、新日本製鐵などが携わっている。用途は共同住宅および店舗であり、構造は鉄筋コンクリート構造（一部鉄骨造）、1995年 - 2010年の期間内に順次竣工している。

#### 打瀬一丁目
- パティオス7番街[10]（M1-1街区、5番地）
  - 総戸数：120戸
  - 階数：地上6階
  - 敷地面積：約5500平方メートル
- パティオス8番街（M1-2街区、4番地）
  - 総戸数：130戸
  - 敷地面積：約5500平方メートル
- パティオス9番街[15]（M8-1街区、9番地）
  - 総戸数：115戸
  - 階数：地上6階
  - 敷地面積：約5500平方メートル
- パティオス10番街（M8-2街区、10番地）
  - 総戸数：120戸
  - 敷地面積：約5500平方メートル

#### 打瀬二丁目
- パティオス1番街[12]（M2-1街区、4番地）
  - 階数：地上6階、地下1階
  - 総戸数：117戸
  - 敷地面積：約5600平方メートル
- パティオス2番街[14]（M2-2街区、3番地）
  - 総戸数：132戸
  - 階数：地上6階、地下1階
  - 敷地面積：約5600平方メートル
- パティオス3番街[12]（M2-3街区、5番地）
  - 総戸数：114戸
  - 階数：地上6階、地下1階
  - 敷地面積：約5600平方メートル
- パティオス4番街[12]（M2-4街区、6番地）
  - 総戸数：110戸
  - 階数：地上7階
  - 敷地面積：約5600平方メートル
- パティオス5番街[12]（M2-5街区、12番地）
  - 用途：共同住宅、店舗
  - 総戸数：113戸
  - 階数：地上6階
  - 敷地面積：約5600平方メートル
- パティオス6番街[12]（M2-6街区、11番地）
  - 用途：共同住宅、店舗
  - 総戸数：118戸
  - 階数：地上6階
  - 敷地面積：約5600平方メートル
- パティオス11番街[13][1]（M7-1街区、14番地）
  - 用途：共同住宅、店舗
  - 総戸数：190戸
  - 階数：地上8階、地下1階
  - 敷地面積：約8400平方メートル
- パティオス12番街（M7-2街区、20番地）
  - 総戸数：136
  - 敷地面積：約5700平方メートル
- パティオス13番街[15]（M7-3街区、19番地）
  - 総戸数：115戸
  - 階数：地上6階
  - 敷地面積：約5600平方メートル
- パティオス14番街[15]（M3-1街区、8番地）
  - 総戸数：110戸
  - 階数：地上5階
  - 敷地面積：約5100平方メートル
- パティオス15番街[10]（M3-2街区、10番地）
  - 総戸数：126戸
  - 階数：地上7階
  - 敷地面積：約5200平方メートル
- パティオス16番街（M3-3街区、9番地）
  - 総戸数：112戸
  - 敷地面積：約5100平方メートル
- パティオス17番街（M6-1街区、16番地）
  - 総戸数：125戸
  - 敷地面積：約5200平方メートル
- パティオス18番街（M6-2街区、17番地）
  - 総戸数：115戸
  - 敷地面積：約5100平方メートル
- パティオス19番街[16][17]（M9街区、23番地）
  - 総戸数：150戸
  - 階数：地上6階
  - 敷地面積：約7500平方メートル

#### 打瀬三丁目
- パティオス20番街（M4街区、4番地）
  - 総戸数：189戸
  - 敷地面積：約8700平方メートル
- パティオス21番街[18]（M5-1街区、7番地）
  - 総戸数：184戸
  - 階数：地上7階建、地下1階
  - 敷地面積：約8700平方メートル
- パティオス22番街（M5-2街区、9番地）
  - 総戸数：220戸
  - 敷地面積：約9900平方メートル

### パティオスエリスト

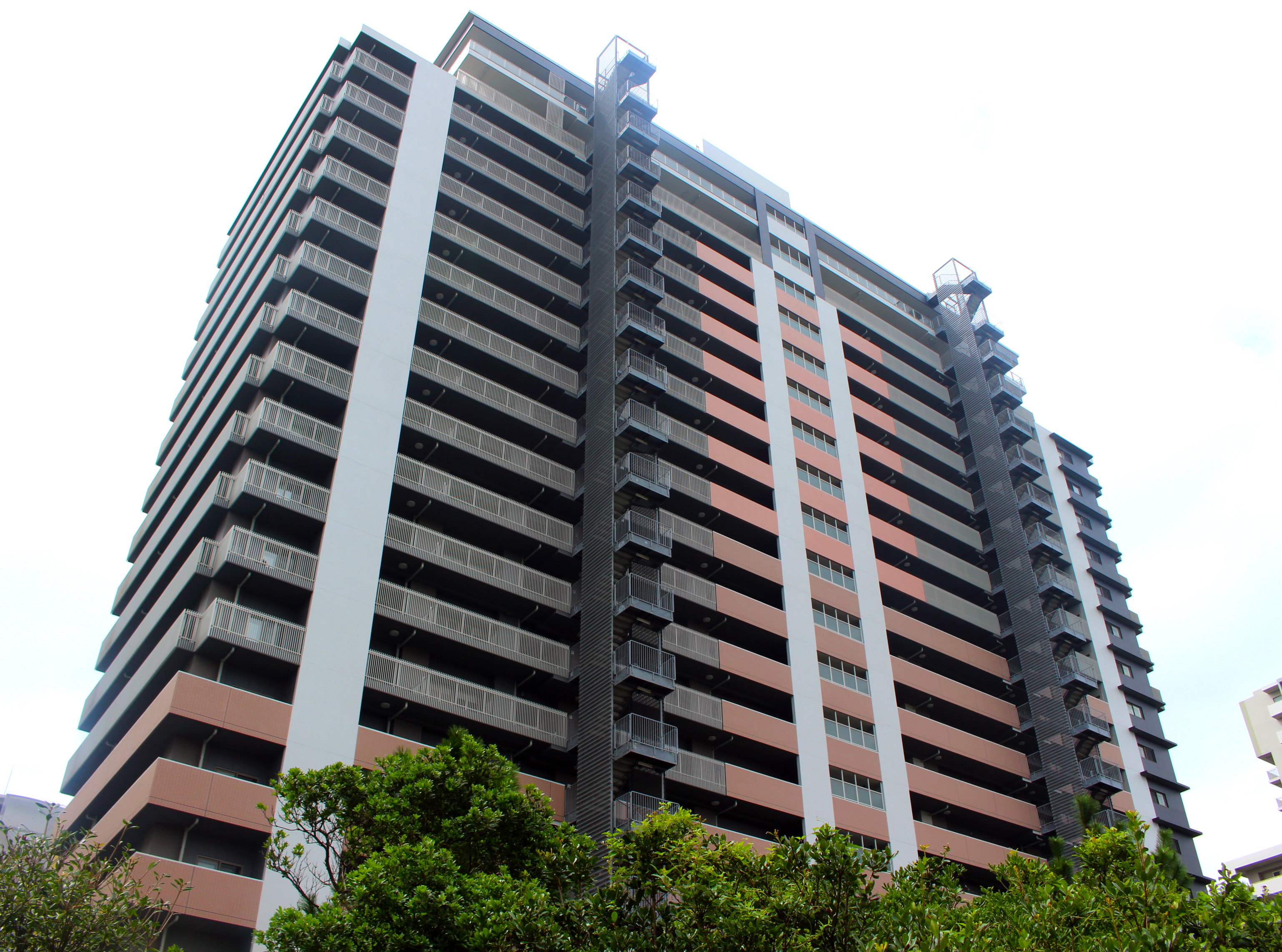
パティオスエリストT棟

パティオスエリスト（英称：Patios Elyst）は、千葉市美浜区打瀬一丁目7番地（SH3-1街区）に所在する超高層棟のT棟とR棟の2棟にて構成されているマンション群。T棟は建築基準法第20条第1号に基づく60メートル以上の建築物（超高層マンション）である。敷地は2004年竣工のパティオスアバンセに連続する街区となっている。T棟はUG都市建築がデザインを担当、R棟は隈研吾がデザインを担当した。T棟は板状超高層の圧迫感を軽減するために縦分節をはかり、ボリューム感を軽減、R棟はルーバーを用いて繊細なアースカラーのデザインとしている。
共用部は独立棟としてランドスケープの中に位置し、正面玄関から中庭に入っていく緑の空間・水と彫刻の空間はエントランスホールの2枚のガラスによって視覚的につながっており、アーバンスケールのグリーンネットワークの形成に貢献している。
- 用途：共同住宅
- 総戸数：184戸
- 敷地面積：約6900平方メートル
- 構造：鉄筋コンクリート構造（免震構造）
- 階数：地上21階、地下1階
- 建物高：71メートル
- 事業者：幕張シティ
- 設計者：山下昌彦（UG都市建築）
- 施工者：フジタ
- 業務期間：2003年7月 – 2006年3月
- 許認可等：一団地認定、超高層建築物構造性能評価、免震構造性能評価

### パティオスグランアクシブ

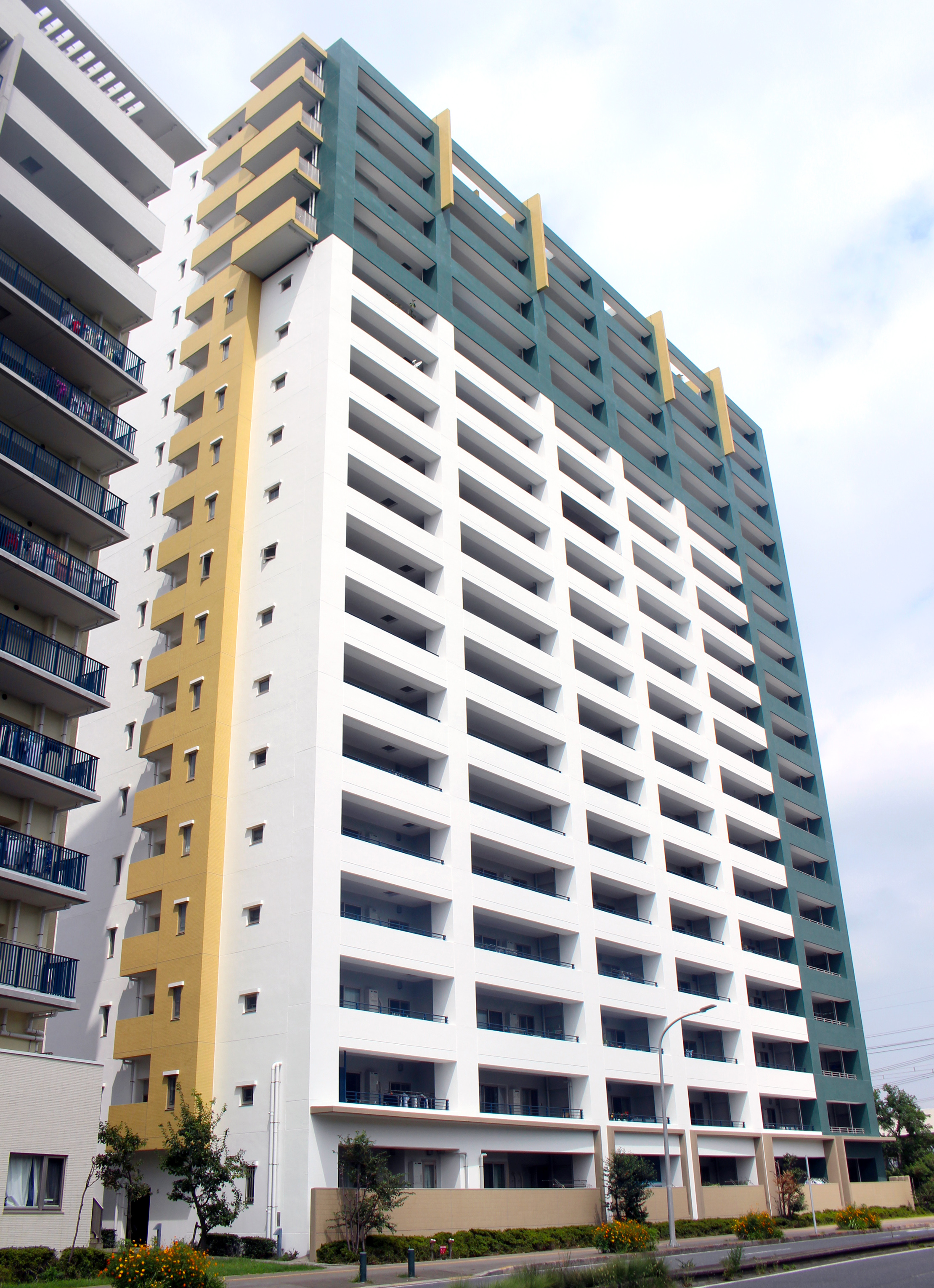
パティオスグランアクシブ3番館

パティオスグランアクシブ（英称：Patios Grand Axiv）は、千葉市美浜区打瀬一丁目7番地（SH3-2街区）に所在する1番館・2番館および超高層棟の3番館にて構成されているマンション群。3番館は建築基準法第20条第1号に基づく60メートル以上の建築物（超高層マンション）である。
- 用途：共同住宅
- 総戸数：228戸
- 敷地面積：約8700平方メートル
- 事業者：野村不動産、JFE都市開発、MID都市開発、住友商事、東方興業
- 設計者：淺沼組、南條設計室、SKM設計計画事務所、久間建築設計事務所
- 施工者：淺沼組
- 竣工：2006年

### パティオスグランエクシア

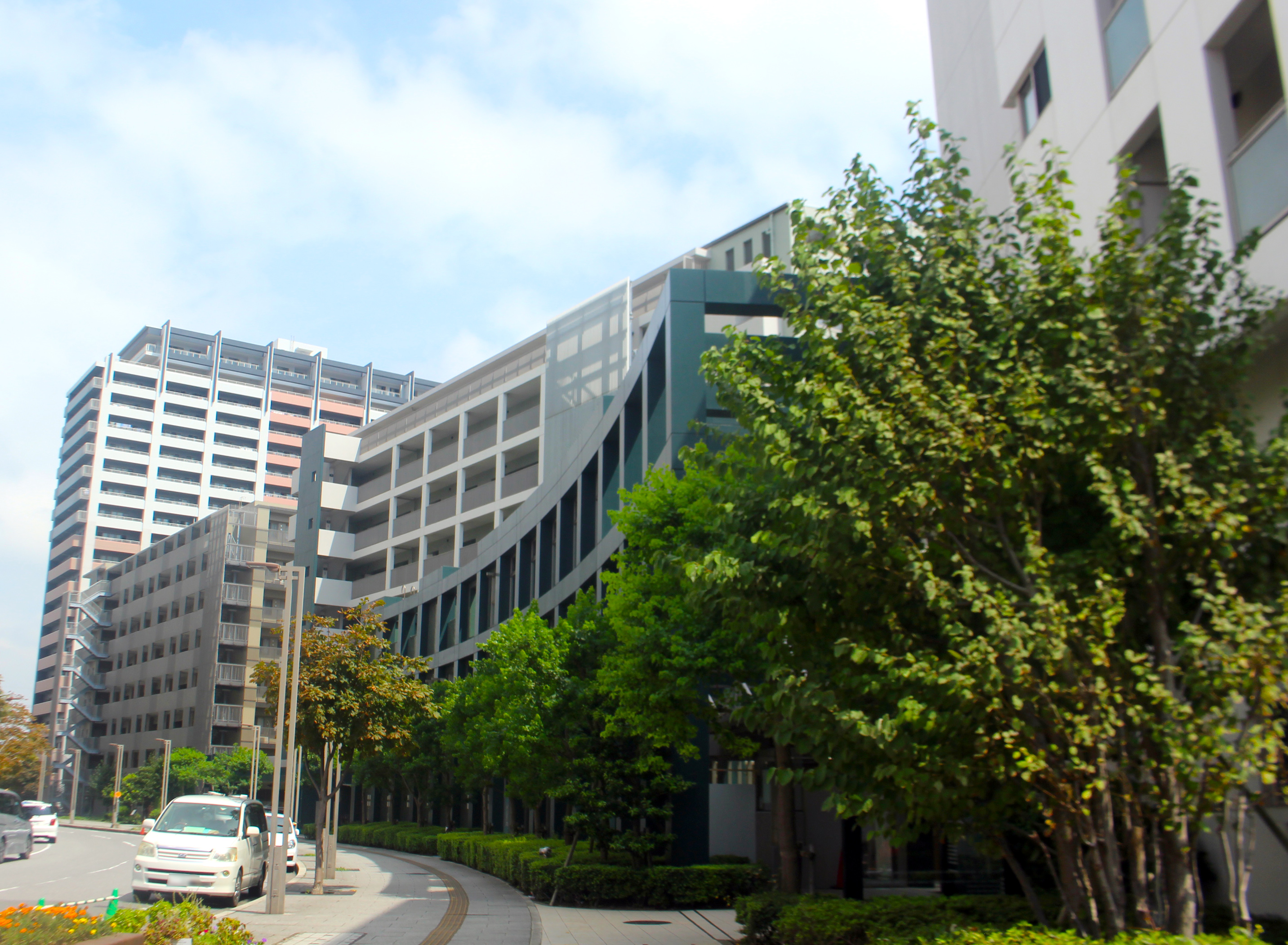
パティオスグランエクシア3番館

パティオスグランエクシア（英称：Patios Grand Exia）は、千葉市美浜区打瀬一丁目7番地（SH3-3街区）に所在する1番館・2番館および3番館にて構成されているマンション群。幕張ベイタウンの北東部に位置し、シースルーのアネックス（離れ）がつくる街並みが特徴的な顔を持つ沿道型集合住宅である。
- 用途：共同住宅
- 総戸数：188戸
- 敷地面積：約7100平方メートル
- 事業者：野村不動産、JFE都市開発、MID都市開発、住友商事、東方興業
- 設計者：南條設計室、SKM設計計画事務所、久間建築設計事務所、淺沼組
- 施工者：淺沼組
- 総合計画：都市環境研究所
- 竣工：2004年

### パティオスアバンセ

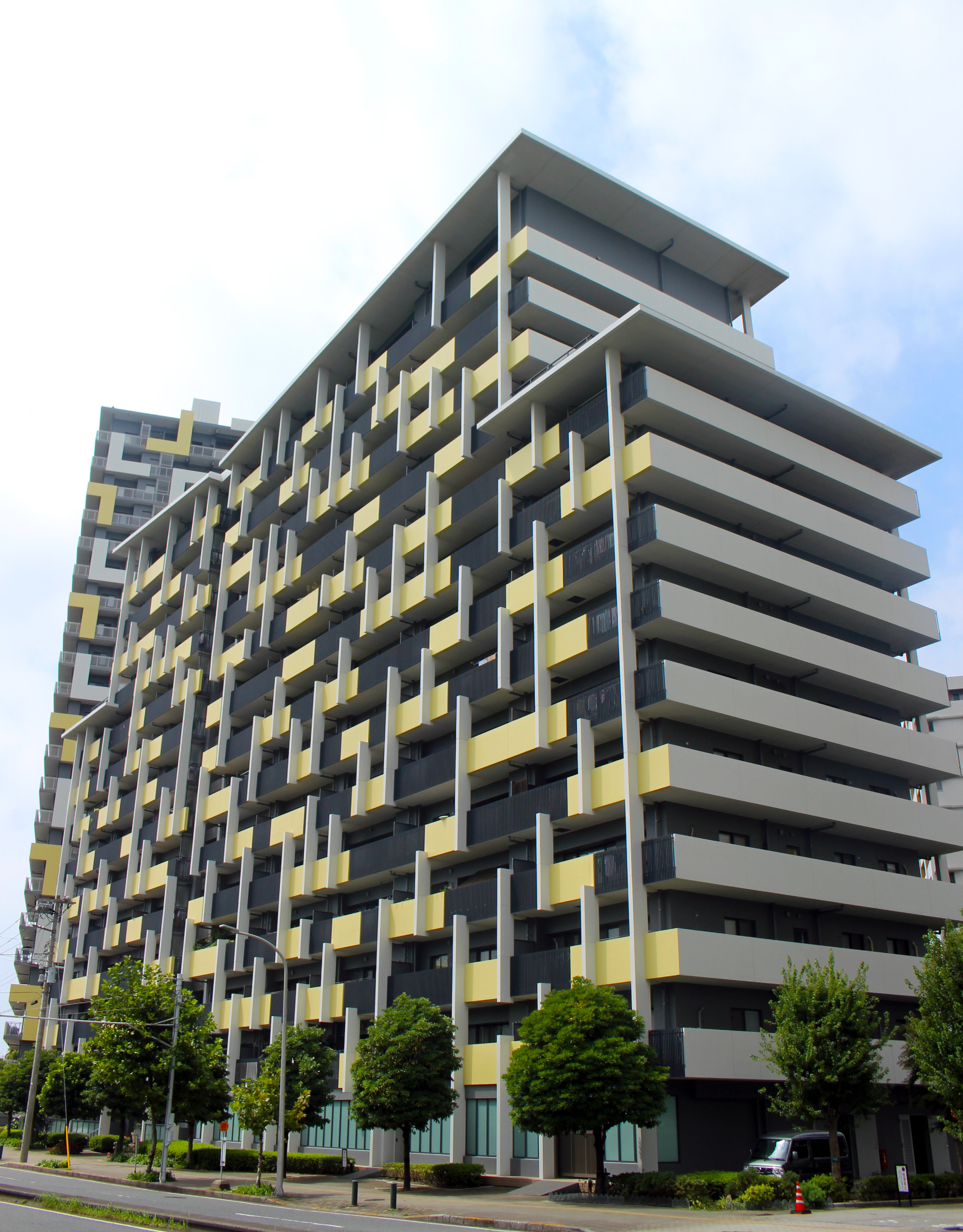
パティオスアバンセV棟、奥の超高層棟はL棟

パティオスアバンセ（英称：Patios Avance）は、千葉市美浜区打瀬一丁目7番地（SH3-4街区）に所在する超高層棟のL棟（129戸）とV棟（95戸）の2棟にて構成されているマンション群。L棟は建築基準法第20条第1号に基づく60メートル以上の建築物（超高層マンション）である。幕張ベイタウンの中でも東北の端に位置し、北側にはJR京葉線が走り、東側は花見川緑地を挟んで花見川が流れ、南側は打瀬第四公園に面している。
花見川に面するＶ棟は45メートルの壁面を２つに分節し、また屋根形状をV型にすることによってヒューマンスケールの景観を現出している。また、ランダムに表出するバルコニーの壁は個性を表現している。Ｌ棟はコミュニティベルトBの北端に位置する景観上重要な建物であり、L型パネルのランダム配置により、印象的なランドマークとなるよう計画している。
- 用途：共同住宅
- 総戸数：224戸
- 敷地面積：約8700平方メートル
- 構造：鉄筋コンクリート構造（免震構造）
- 階数：地上22階、地下1階
- 建物高：72メートル
- 事業者：幕張シティ株式会社
- 設計者：UG都市建築
- 施工者：フジタ・三井住友建設共同企業体（JV）
- 業務期間：2001年6月 – 2004年8月
- 許認可等：一団地認定、超高層建築物構造性能評価、免震構造性能評価

## 評価
新都心型住宅地開発として明確な街区構成や沿道性を重視した配置形式、住宅との接地階には商業施設を連ねる複合性など、個人が住むプライベートな空間と人々が集い賑わうパブリック性を融合させ、「住む」「働く」「遊ぶ」が有機的に連携した街づくりを目指している。建設プログラムの指針などを示した事業計画と事業推進協議会、デザインの多様性を確保するための都市デザインガイドラインと計画デザイン会議の制定・設置など、開発当初から革新的で総合的な運用システムを構築し、魅了的な都市デザインを継続的に実現していこうとしている点が評価されている。
パティオス1 - 6番街は第2回千葉県建築文化賞・第8回千葉市優秀建築賞（1995年度）、パティオス11番街は第9回千葉市優秀建築賞（1996年度）、第38回BCS賞（1997年）を受賞した。パティオス8・10・11番街は新建築5月号（1996年）に掲載されている。1999年には、パティオス1 - 13番街、15 - 18番街がグッドデザイン賞（アーバンデザイン賞）を受賞した。
パティオスグランアクシブは日本建築家協会優秀建築選200選（2009年度）に選定されている。

## アクセス

### 鉄道
- JR東日本 海浜幕張駅 徒歩約10 - 15分

### 自動車
- 最寄りのインターチェンジ
  - 東関東自動車道 湾岸千葉インターチェンジ・湾岸習志野インターチェンジ